# Driver (golf)

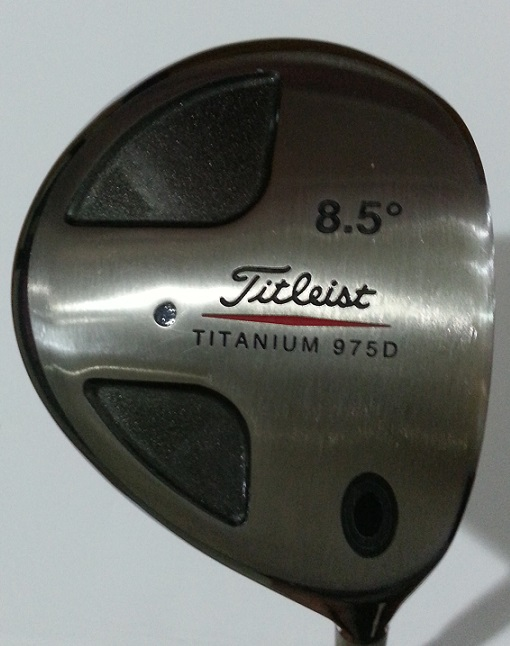
Esempio di driver golfistico

Con la parola Driver (oppure legno 1 o legno X) si identifica il bastone da golf generalmente utilizzato per i colpi dal tee di partenza che, sfruttato correttamente, può spingere la pallina fino a distanze superiori a 250 metri. Il colpo effettuato con un driver viene generalmente chiamato drive.

## Struttura del bastone
Il driver, come tutti i bastoni da golf definiti legni, è composto da tre parti principali strettamente connesse fra loro.
Partendo dall'alto, si trova l'impugnatura o grip, generalmente in gomma o pelle, utile al giocatore per controllare al meglio il bastone. Il grip, come la canna che vedremo in seguito, deve avere sezione trasversale circolare in ogni suo punto (in pratica deve essere un cilindro o un cono). Altre forme o modifiche di quella approvata dal "Governing Body" (R&A) rendono il bastone non utilizzabile in gara o sul percorso.
Continuando verso il basso, appare la canna o shaft, generalmente in grafite per questa tipologia di bastone, che serve a collegare l'impugnatura (che non è altro che una guaina in gomma dello shaft) alla testa del bastone. È necessario che anche questa sia di sezione trasversale circolare in ogni suo punto, pena l'irregolarità del bastone. Lo shaft deve essere particolarmente flessibile e resistente proprio per non piegarsi o rompersi durante l'effettuazione del colpo.
Infine si arriva alla testa del bastone. Il driver è chiaramente riconoscibile a causa della testa particolarmente imponente (i più voluminosi sono i cosiddetti 460 CC, così denominati a causa del volume d'aria all'interno della testa). La testa, come d'altronde in tutti gli altri bastoni da golf, rappresenta una delle caratteristiche discriminanti con le quali si identifica un driver: essa influisce non solo sulla lunghezza e sulla direzione del colpo, ma anche sull'intera dinamica del legno. Esistono tuttavia altre tipologie di teste di driver (spesso in legno realmente, a differenza di quelli sopra elencati, principalmente in titanio, carbonio e acciaio) che, non essendo vuote al proprio interno, hanno dimensioni molto più ridotte (i driver più antichi sono visibilmente più minuti rispetto a quelli attuali).
La testa del driver, quando non utilizzato, è generalmente coperta da una specie di cappuccio utile a ridurre i colpi e a preservarne l'integrità e la conseguente aerodinamicità.

## Utilizzi del bastone
Il driver è senza dubbio uno dei bastoni il cui utilizzo è meno flessibile. Questo può essere utilizzato (da giocatori non particolarmente esperti) solo da tee particolarmente alti. Questa prerogativa rende difficoltoso il suo utilizzo da terra (sia dal fairway sia dal rough), limitandone quindi l'uso.
Alcuni giocatori esperti (professionisti o maestri, in genere) sono in grado di effettuare colpi con questo legno da terra, ottenendone, però, colpi spesso più corti e imprecisi. In tali condizioni, difatti, è universalmente consigliato l'utilizzo di legni più corti o di utility (rescue) in grado di concedere maggiori livelli di affidabilità e precisione anche su distanze notevoli.
Le ultime generazioni di driver delle varie marche assicurano maggiore facilità nell'effettuazione del colpo così come nel raggiungimento di distanze anche superiori ai 250 metri (Tiger Woods raggiunge con scioltezza i 305-309 metri di distanza con un drive). Questo bastone non può di conseguenza mancare all'interno di una sacca da golf proprio per la sua funzione essenziale nei colpi dal tee su buche medio-lunghe.
Esistono anche altri bastoni (quali il ferro 1) che, ormai confinati per la loro difficoltà di utilizzo solo nelle sacche dei più nostalgici, dovrebbero teoricamente raggiungere distanze uguali se non superiori a quelle raggiunte da un drive.

## Aziende produttrici e tecnologie
Fra le aziende che producono drivers occorre menzionare TaylorMade Golf, Titleist, Callaway Golf, Mizuno Golf, Wilson Staff Golf, Adams Golf. Esistono varie tecnologie che queste e molte altre sviluppano e applicano ai propri bastoni tentando di migliorarne i risultati e di facilitarne l'esecuzione. È proprio grazie all'attenzione che le aziende produttrici di bastoni da golf e i suggerimenti offerti da campioni e non solo che l'effettuazione di un drive risulta oggi molto più semplice e affidabile di un tempo.

## Fonti e bibliografia
- Federazione Italiana Golf (FIG), su federgolf.it.
- R&A, St. Andrews, su randa.org.